# Amarillo (Better Call Saul)
«Amarillo» es el tercer episodio de la segunda temporada de la serie de televisión estadounidense de AMC Better Call Saul, la serie derivada de Breaking Bad. El episodio, escrito por Jonathan Glatzer y dirigido por Scott Winant, se emitió el 29 de febrero de 2016 en AMC en Estados Unidos. Fuera de Estados Unidos, se estrenó en el servicio de streaming Netflix en varios países.

## Trama

### Introducción
En Amarillo (Texas), Jimmy soborna a un conductor de autobús de Sandpiper para que su autobús «se descomponga», lo que le permite inscribir a nuevos residentes como demandantes mientras aparentemente cumple con las reglas del colegio de abogados en contra de solicitar clientes.

### Historia principal
Al regresar a Albuquerque, Jimmy presenta su informe de alcance al cliente en una conferencia conjunta de estrategia de Hamlin, Hamlin & McGill y Davis & Main, anunciando con orgullo que ha obtenido veinticuatro clientes más. Chuck expresa sospechas sobre la legalidad de los métodos de Jimmy, señalando solo una respuesta a los avisos enviados por correo de las firmas de abogados a posibles clientes, y preguntándose si Jimmy se ha involucrado en una solicitud ilegal. Jimmy explica que las casas de retiro son comunidades muy unidas y la información se difunde rápidamente de boca en boca, lo que satisface a todos menos a Kim. Kim es cautelosa y advierte a Jimmy que mantenga sus métodos legítimos, ya que ella lo recomendó a D&M y sus acciones se reflejarán en su reputación.
Jimmy intenta utilizar el envío estándar de avisos legales a posibles clientes de Sandpiper, pero con poco éxito, debido a que los destinatarios de mayor edad ignoran las cartas o Sandpiper intercepta su correo. Jimmy sugiere filmar un anuncio de televisión, ya que los residentes de Sandpiper apartaron una hora de tiempo libre para mirar televisión. Cliff Main está intrigado por la idea de Jimmy y promete hablar con él más al respecto cuando regrese de un viaje de negocios de una semana. Jimmy ve el anuncio televisivo anterior de Davis & Main (para una demanda colectiva por mesotelioma), pero lo encuentra aburrido y careciente de «talento para el espectáculo». Jimmy filma de forma independiente su propio comercial de televisión, contratando al equipo de cámaras que utilizó anteriormente para el engaño de la cartelera. Se pone en contacto con el departamento de ventas de KKTV en Colorado Springs (Colorado), un mercado que mostró cero respuestas de los envíos de avisos legales de Sandpiper, y organizó que el comercial se lanzara en ese mercado como un «experimento». El anuncio muestra a una de sus clientes ancianas como una anciana pobre víctima de Sandpiper Crossing y el anuncio se cierra instando a los residentes a llamar a D&M. Kim está impresionada con el trabajo de Jimmy, que decide lanzar el anuncio sin la aprobación de la empresa. Es un gran éxito, con D&M ganando más de cien clientes en un solo día. Sin embargo, Cliff está furioso porque Jimmy lanzó el anuncio sin consultarlo a él ni a los socios primero y exige una explicación de él. Jimmy luego le miente a Kim sobre la reacción de D&M.
Stacey le expresa a Mike su preocupación por los disparos que ha escuchado en su vecindario en las últimas dos noches y dice que la policía no ha hecho nada al respecto. Mike vigila de la noche a la mañana sin el conocimiento de Stacey y descubre que los «disparos» aparentemente fueron el sonido de las entregas de periódicos que caen en la acera. Stacey llama a Mike a la mañana siguiente y dice que hubo tres disparos más la noche anterior. Mike visita la casa de Stacey y ella señala una marca en una pared exterior que insiste es de una bala. A pesar de saber que no hubo disparos, Mike le dice a Stacey lo que quiere escuchar: que él la ayudará a salir del vecindario.
El Dr. Caldera le ofrece a Mike un trabajo lucrativo como ejecutor de un prestamista, que paga mejor que los trabajos de guardaespaldas. Mike declina, ya que no está interesado en realizar más trabajos ilegales, especialmente trabajos que requieren que lastime o mate a otros. Caldera señala que si Mike quiere el «pago del siguiente nivel», debe estar dispuesto a hacer el «trabajo del siguiente nivel». Más tarde, Mike recibe una llamada de Caldera, quien le informa sobre una oferta de trabajo con un cliente que solicitó específicamente a Mike. Él se encuentra con el cliente, que se revela que es Nacho, y discuten sobre lo que parece ser un «golpe» a algún «hombre».

## Recepción

### Audiencias
Al emitirse, el episodio recibió 2,20 millones de espectadores en Estados Unidos, y una audiencia de 1 millón entre adultos de 18 a 49 años.

### Recepción crítica
El episodio recibió reseñas positivas de los críticos. Tiene una calificación 100% positiva con un puntaje promedio de 7,5 de 10 en el agregador de reseñas Rotten Tomatoes. El consenso crítico del sitio dice: «El episodio «Amarillo» encuentra a los talentosos protagonistas de Better Call Saul instalándose en sus personajes mientras sientan las bases para los puntos posteriores de la trama».
Terri Schwartz de IGN le dio al episodio una calificación de 8,5, escribiendo «Better Call Saul es adecuada para inclinarse en la sensación de temor que crea su existencia, y hace un gran trabajo al usar eso a su favor en ‹Amarillo›». Nicholas Parco, de The New York Daily News, escribió: «‹Amarillo› establece dos escenarios importantes en el futuro: McGill enfrentará las consecuencias de su inteligencia, por primera vez en Davis & Main; mientras que Ehrmantraut está a punto de entrar en el inframundo de Albuquerque, en nombre de Nacho».
Donna Bowman de The A.V. Club le dio al episodio una calificación «A», escribiendo, «a medida que la temporada 2 avanza, Gilligan y Gould están duplicando su radical estrategia narrativa de simplicidad. Los personajes hacen una pausa antes de tomar decisiones. El pequeño y finito conjunto de contextos y causas impactantes sobre ellos está claramente delineado. Las consecuencias proceden directamente de las acciones. Y al final de cada episodio, Jimmy y Mike, los protagonistas de las dos únicas tramas, se han movido unos espacios a lo largo de un tablero de juego cuya línea de meta ya está establecida, y nosotros sabemos exactamente qué anticipar la próxima vez que los veamos».